# Matylda Habsburg
Matylda Maria Adelgunda Aleksandra (ur. 25 stycznia 1849 - zm. 6 czerwca 1867) – arcyksiężniczka austriacka, księżniczka Śląska Cieszyńskiego. Córka księżniczki Hildegardy Bawarskiej i Albrechta Fryderyka Habsburga.
W wieku 15 lat straciła matkę. Zakochał się w niej książę Ludwik Salwator. Chciał ją poślubić, ale nigdy nie doszło do zaręczyn. Miała zostać królową Włoch jako żona Humberta I.
Matylda zginęła w wiedeńskim domu cesarzowej Elżbiety. Właśnie wychodziła do teatru, ale postanowiła jeszcze zapalić papierosa. Gdy ujrzała, że zbliża się ojciec, ukryła papieros pod łatwopalną krynoliną. Matylda miała oparzenia drugiego i trzeciego stopnia. Zmarła na oczach całej rodziny w wieku zaledwie 18 lat.